# Haucourt-Moulaine
Haucourt-Moulaine é uma comuna francesa na região administrativa de Grande Leste, no departamento de Meurthe-et-Moselle. Estende-se por uma área de 7,42 km², com  (Haucourt-Moulainois) 2987 habitantes, segundo os censos de 1999, com uma densidade de 402 hab/km².